# Smörnäs
Smörnäs är en liten ort vid Lundbosjön i norra Gästrikland väster om Oslättfors i Gävle kommun. Smörnäs, som är beläget cirka två mil nordväst om Gävle, har bland annat en lägergård. Lägergården drivs av Friluftsfrämjandet i Gävle.